# 巴西足球丙级联赛
巴西足球丙级联赛（葡萄牙語：Campeonato Brasileiro Série C，簡稱巴丙），是巴西足球联赛系统的第 3 級別，始于1981年。跟甲级联赛与乙级联赛不同，丙级联赛没有采用主客场双循环的赛制。这是因为许多参赛队资金不足，无法长途跋涉参赛。因此该赛事分区进行。
2009年赛季，丙级联赛由64支球队改为20支球队，并增设丁级联赛。